# Pteronia pomonae
Pteronia pomonae là một loài thực vật có hoa trong họ Cúc. Loài này được Merxm. miêu tả khoa học đầu tiên.